# Morenia petersi
La tartaruga ocellata indiana (Morenia petersi Anderson, 1879) è una specie di tartaruga della famiglia dei Geoemididi.

## Descrizione
Il carapace, lungo circa 220 mm, è variabile in colorazione dal verde, al color oliva al grigio scuro. Gli scuti vertebrali e costali sono bordati di verde o giallo e i primi quattro vertebrali presentano delle striature verdi. Sugli scuti del carapace sono presenti degli ocelli che spesso spariscono con l'età. Il piastrone è giallo o arancione generalmente con macchie nere sugli scuti ausiliari. La testa è color oliva con tre striature gialle. L'alimentazione è onnivora, si nutre di piante acquatiche e invertebrati. Le femmine depongono 6-10 uova bianche e allungate.

## Distribuzione e habitat
Distribuita in Bangladesh, in India settentrionale (Assam, Bihar, Uttarakhand, Uttar Pradesh e Bengala Occidentale) e in Nepal. Vive in una varietà di ambienti acquatici, inclusi fiumi, laghi e corsi d'acqua stagnanti.

## Conservazione
Minacce per la sopravvivenza della specie sono legate allo sbarramento dei fiumi e alla conversione dei corpi d'acqua in campi agricoli e all'inquinamento delle acque legato all'utilizzo di fertilizzanti e pesticidi. In Bangladesh è intensamente cacciata per le sue carni. È facilmente rinvenibile nei mercati di Hainan e Hong Kong.